# Ganggrab von Leby

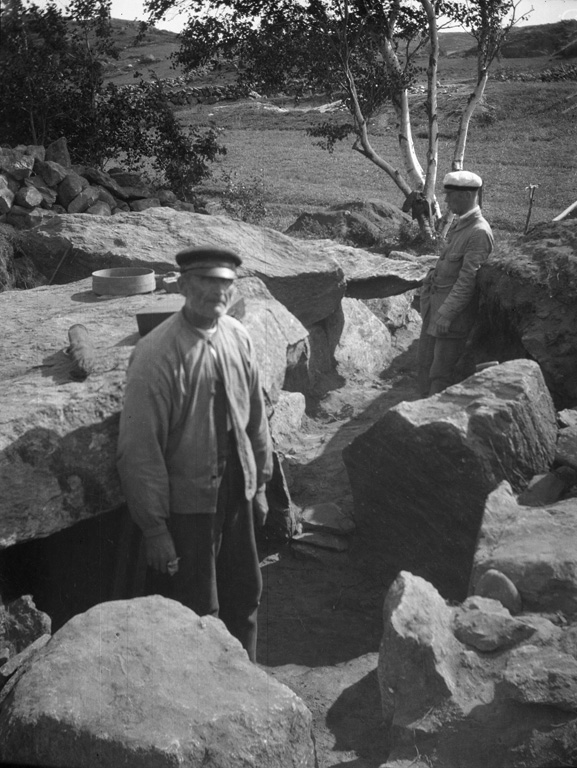
Archäologische Untersuchung des Gangrabs von Leby (1915).

Das Ganggrab von Leby (schwedisch Gånggriften i Leby), nordöstlich vom Weiler Leby, im Süden der Insel Orust in Västra Götalands län in Schweden, wurde vor rund 5.000 Jahren von den Trägern der Trichterbecherkultur (TBK) gebaut und 1915 von dem Archäologen Gabriel Wilhelm Ekman (1875–1915), der auch das Ganggrab von Lunden und den nahegelegenen Dolmen von Haga (schwedisch  Hagadösen ) ausgrub, untersucht. Das Ganggrab bei Leby ist eines der größten in der Provinz.
Das Ganggrab stammt aus der Jungsteinzeit etwa 3500–2800 v. Chr. und ist eine Megalithanlagen der Trichterbecherkultur (TBK). Es ist fast vollständig von einem 1,8 Meter hohen Rundhügel bedeckt, der etwa 18,0 m Durchmesser hat. Die Kammer besteht aus zwölf Tragsteinen, die mit der flachen Seite nach innen aufgestellt wurden. Die Decke besteht aus drei großen Decksteinen. Von der südöstlichen Seite der Kammer geht ein enger, sechs Meter langer Gang aus, der aus zehn Tragsteinen besteht und mit drei Deckensteinen bedeckt wurde. An der äußeren Gangmündung befindet sich ein Schwellenstein und auf der Kammerseite ein Türstein. Der gegenwärtige Zugang in die 3,8 m lange und 2,9 m breite Kammer wurde später angelegt.
In Bezug auf die Größe und Konstruktion des Ganggrabes sind die Grabbeigaben bescheiden. Außer Knochen wurden drei Schaber und eine Pfeilspitze aus Feuerstein, eine Perle aus Bernstein und zerscherbte Tongefäße gefunden. Von Nachbestattungen aus der Bronze- und Eisenzeit stammen vier Lehmkügelchen, ein Feuerstein, Knochenstücke, einige Eisenfragmente und Keramikscherben.